# Toronto 228th Battalion
Das 228th Battalion waren eine kanadische Eishockeymannschaft aus Toronto, Ontario. Die Mannschaft spielte in der Saison 1916/17 in der National Hockey Association.

## Geschichte
Da nach Ausbruch des Ersten Weltkriegs zahlreiche professionelle Eishockeyspieler den kanadischen Streitkräften beitraten, beschloss die National Hockey Association zur Saison 1916/17 eine Militärmannschaft aufzunehmen und die Wahl fiel auf die des 228th Battalion aus Toronto, in der einige Eishockeyspieler ihren Militärdienst ableisteten. Die Spielzeit sollte in zwei Hälften mit je zehn Spielen ausgetragen werden, jedoch wurde das 228th Battalion im Anschluss an die ersten zehn Spiele nach Europa an die Front verschifft, weshalb die Mannschaft den Spielbetrieb in der NHA nicht beenden konnte und aufgelöst wurde. Da der Besitzer der Toronto Blueshirts, Eddie Livingstone, sich nicht mit den anderen Mannschaften auf einen gemeinsamen Spielplan für den Rest der Saison einigen konnte, zog er auch seine eigene Mannschaft aus der Liga zurück und aufgrund dieses Konfliktes wurde im November 1917 die National Hockey League gegründet.

## Bekannte Spieler
- Amos Arbour
- Howie Lockhart